# Linea Circle
La linea Circle (in inglese: Circle line) è una linea della metropolitana di Londra. Il suo percorso è a forma di spirale, che va da Hammersmith a Edgware Road e poi, completato il giro attorno al centro di Londra, torna ad Edgware Road, dove il treno termina la corsa per poi cambiare direzione e ripartire verso Hammersmith. La ferrovia è sotterranea nella parte centrale e, a differenza delle linee meno antiche della metropolitana di Londra, i cui tunnel sono molto profondi, le gallerie ferroviarie della Circle Line sono appena sotto la superficie e di dimensioni simili a quelle delle linee principali britanniche.
La linea, identificabile sulla mappa con il colore giallo, è lunga 17 miglia (27 km) e fa servizio presso 36 stazioni, di cui la maggior parte offre interscambi con la linea ferroviaria principale. La maggior parte del percorso e tutte le stazioni sono condivise con le linee District, Hammersmith & City e Metropolitan. Combinando i viaggiatori della linea Circle con quelli della linea Hammersmith & City si contano più di 114 milioni di passeggeri all'anno.
A ovest, est e sud, la Circle line segue all'incirca i confini della zona tariffaria 1. Essa e la brevissima linea Waterloo & City sono le uniche due a far parte interamente della zona 1. La linea Circle, la linea Waterloo & City e la linea Hammersmith & City sono le uniche linee a condividere tutte le stazioni con altre linee.
La prima sezione della linea aperta al pubblico, inaugurata nel 1863, tra le stazioni di Paddington e Farringdon, è la prima tratta metropolitana al mondo, non a caso costruita dalla Metropolitan Railway, e inizialmente attiva con carrozze in legno e locomotive a vapore.
Da marzo 2019, il tratto tra Latimer Road e Hammersmith è stato dotato di un sistema di controllo automatico dei treni CBTC, che permette migliori performance di accelerazione e frenata.

## Storia
La Circle line fu autorizzata con atto del parlamento nell'anno 1853 e 1854 al fine di potenziare le linee della Metropolitan e della Metropolitan District Railways e per completare l'anello più interno di Londra. Alcune differenze di vedute fra le due compagnie portò alla sua realizzazione solo il 6 ottobre 1884. L'elettrificazione della linea iniziò con una sezione sperimentale nel 1900: precedentemente i treni, come sul resto della rete, utilizzavano locomotive a vapore. Ulteriori disaccordi sulle modalità di alimentazione fecero sì che i treni elettrici venissero introdotti solo nel settembre del 1905.
L'anello più interno fu seguito da altri due più esterni; per un breve periodo vi fu anche un anello ancora più esterno, detto in inglese Super Outer Circle. Nessuno di questi riuscì mai comunque ad essere completo e sono stati successivamente integrati in altre linee. Ad oggi solo il Silverlink, gestito dalle British Railways, compie mezzo giro della metropoli, dalla stazione di Richmond verso l'est.
Il 7 luglio 2005 furono compiuti degli attentati terroristici su due treni della Circle line, un convoglio si trovava ad Edgware Road mentre l'altro tra le stazioni di Aldgate e di Liverpool Street nelle due esplosioni e nel conseguente crollo di parte del tunnel ad Edgware Road morirono almeno 14 persone. Nella stessa serie di attacchi furono colpiti anche un treno della Piccadilly line ed un autobus.

## Materiale rotabile

### S Stock
Il servizio ferroviario è fornito da treni S Stock composti da 7 vagoni, disponibili anche nella variante a 8 vagoni. Essi fanno parte della famiglia Movia della Bombardier: sono dotati di aria condizionata e sono in grado di disperdere l'aria calda accumulata; sono inoltre dotati di freni rigenerativi che restituiscono circa il 20% della loro energia alla rete.
Aventi velocità massima di 62 mph (100 km/h), un 7-car S Stock ha una capacità di 865 passeggeri rispetto ai 739 per il 6-car C Stock precedentemente in uso. Lunghi 117 metri (384 piedi) cioè 24 metri (79 piedi) in più rispetto ai precedenti C Stock da 93 metri (305 piedi), hanno richiesto l'allungamento delle banchine della stazioni. Si prevede di aumentare la tensione di trazione dagli attuali 630 V a 750 V per dare prestazioni migliori e permettere ai treni di far ritornare più energia alla rete tramite i loro freni rigenerativi.

### Deposito
Il deposito della linea è situato vicino alla stazione di Hammersmith, originariamente costruito dalla Great Western Railway per essere usato dalla Metropolitan Railway quando il punto di innesto di Hammermith & City Railway fu elettrificato agli inizi del XX secolo. I binari di intersezione a Barking, Farringdon e vicino a High Street Kensingston (conosciuto come il triangolo di binari di intersezione) hanno la funzione di rimessa per i treni durante la notte.

## Stazioni
| Stazione                 | Immagine | Inaugurazione     | Note | Posizione            |
| ------------------------ | --- | ----------------- | --- | -------------------- |
| Hammersmith              | A brown-bricked building with a rectangular, blue sign reading "HAMMERSMITH STATION" in white letters all under a grey sky | 13 giugno 1864    | Ricostruita nell'attuale posizione il 1º dicembre 1868. | 51°29′39″N 0°13′30″W |
| Goldhawk Road            | An entrance under a railway brick viaduct with a blue sign reading "GOLDHAWK ROAD STATION" in white letters and two women walking in front all under a grey sky | 1º aprile 1914    | | 51°30′07″N 0°13′37″W |
| Shepherd's Bush Market   | A railway on a brick viaduct crosses a road on a steel bridge, with an entrance below a blue sign reading "SHEPHERD'S BUSH MARKET STATION" in white letters | 13 giugno 1864    | Ricostruita nell'attuale posizione il 1º aprile 1914. Rinominata da Shepherd's Bush nel 2008. | 51°30′21″N 0°13′35″W |
| Wood Lane                | A silver metal and glass building with a blue sign with "WOOD LANE STATION" in white letters | 1º maggio 1908    | | 51°30′35″N 0°13′27″W |
| Latimer Road             | A railway on a brick viaduct crosses a road, an entrance in the brickwork below a sign reading "LATIMER ROAD STATION" | 16 dicembre 1868  | Chiusa dal 17 gennaio al 1º agosto 2011 per lavori di progettazione e ristrutturazione. | 51°30′50″N 0°13′02″W |
| Ladbroke Grove           | A brick building with an entrance below a sign reading "LADBROKE GROVE STATION". Three people are in a group ouside the entrance | 13 giugno 1864    | Aperta come Notting Hill, rinominata Notting Hill & Ladbroke Grove nel 1880, Ladbroke Grove (North Kensington) nel 1919 e Ladbroke Grove nel 1938. | 51°31′02″N 0°12′38″W |
| Westbourne Park          | A dirty, white-bricked building with a rectangular, dark blue sign reading "WESTBOURNE PARK STATION" in white letters all under a blue sky | 1º febbraio 1866  | Ricostruita nell'attuale posizione il 1º novembre 1871. Anche stazione della Great Western Main Line dal 1871 al 1992. | 51°31′16″N 0°12′04″W |
| Royal Oak                | A brown-bricked building with a rectangular, dark blue sign reading "ROYAL OAK STATION" in white letters all under a light blue sky | 30 ottobre 1871   | Anche stazione della Great Western Main Line dall'apertura. | 51°31′09″N 0°11′17″W |
| Paddington               | A platform with several people waiting for a train. A white square sign has a London Underground roundel with "PADDINGTON" in the centre. To the right there is a track with fourth track electrification and on an adjacent track a blue multiple unit train with red doors waits. | 10 gennaio 1863   | Aperta con il nome di Paddington (Bishop's Road), rinominata nel 1948. | 51°31′07″N 0°10′46″W |
| Edgware Road             | A tan-coloured building with brown-framed windows and a sign reading "METROPOLITAN EDGWARE ROAD STATION RAILWAY" in brown letters | 10 gennaio 1863   | Collega alla Linea District ed al senso di marcia inverso della linea Circle. | 51°31′12″N 0°10′04″W |
| Baker Street             | A street filled with people in front of a light grey building that has variously coloured signs protruding from it stating a variety of different things | 10 gennaio 1863   | Collega alle linee Bakerloo, Jubilee e Metropolitan. | 51°31′19″N 0°09′25″W |
| Great Portland Street    | A beige-bricked building with a blue sign reading "GREAT PORTLAND STREET STATION" in white letters all under a blue sky with white clouds | 10 gennaio 1863   | Aperta col nome di Portland Road, rinominata Great Portland Street nel 1917. | 51°31′26″N 0°08′38″W |
| Euston Square            | A building covered in windows with a blue sign reading "EUSTON SQUARE STATION" in white letters all under a blue sky with white clouds | 10 gennaio 1863   | Aperta col nome di Gower Street e rinominata nel 1909. Collegata con la stazione ferroviaria di Euston. | 51°31′33″N 0°08′09″W |
| King's Cross St. Pancras | Beneath a blue sign reading "KING'S CROSS ST. PANCRAS UNDERGROUND STATION several people exit from an entrance leading to steps down. To the right there are silver doors under a sign reading "Lift". The sky is overcast, above the entrance is a dark blue temporary building | 10 gennaio 1863   | Aperta col nome di King's Cross, rinominata King's Cross & St. Pancras nel 1925 e King's Cross St. Pancras nel 1933. Ricostruita nell'attuale posizione nel 1941. Collega alle linee Northern, Piccadilly e Victoria e alle stazioni ferroviarie di St Pancras e King's Cross. | 51°31′49″N 0°07′27″W |
| Farringdon               | A street view of a pale stone two storey building. Across the top of the building signs read "FARRINGDON & HIGH HOLBORN STATION" and "METROPOLITAN RAILWAY" in gold colour lettering. At ground level a canopy extends into the street around a blue sign reads "FARRINGDON STATION" with the London Underground roundel and National Rail symbols, and just above an entrance is a gold lettering reading "ENTRANCE". Either side of the entrance are shops, bicycles are in bicycle stands and people are walking on the pavement in front of the building | 10 gennaio 1863   | Aperta col nome di Farringdon Street e ricostruita nell'attuale posizione nel 1865. Rinominata Farringdon & High Holborn nel 1922 e Farringdon nel 1936. | 51°31′12″N 0°06′19″W |
| Barbican                 | Across a road with a London taxi and a car is an entrance. This has people standing in it and above is a blue rectangular sign reading "BARBICAN STATION" in white and above this is a bridge linking the building | 23 dicembre 1865  | Aperta col nome di Aldersgate Street, poi Aldersgate nel 1910, Aldersgate & Barbican nel 1923 e Barbican nel 1968. | 51°31′13″N 0°05′52″W |
| Moorgate                 | Across a street and behind black bollards is a brick building of at least two storeys. The ground floor is stone coloured and two people are standing in a dark entrance beneath a blue rectangular sign reading "MOORGATE STATION" in white. Above this, attached to be wall at 90 degrees is a white rectangular sign with the National Rail logo and London Underground roundel. Above this, below three windows, blue lettering reads "MOORGATE STATION"                                                                                                 | 23 dicembre 1865  | Aperta col nome di Moorgate Street, rinominata nel 1924. Collega con la linea metropolitana Northern e la linea ferroviaria Northern City Line | 51°31′07″N 0°05′19″W |
| Liverpool Street         | The end of a brick building with arched windows and sloping roofs lies between two towers with steeples. In front of this is a white metal and glass structure. People are standing and walking in the street in front. | 11 luglio 1875    | Collega alle linee Central e Hammersmith & City e alla stazione ferroviaria di Liverpool Street. | 51°31′04″N 0°04′59″W |
| Aldgate                  | A light grey building with "M.R. ALDGATE STATION M.R." written in stone on the front face and a black car driving in the foreground | 18 novembre 1876  | | 51°30′50″N 0°04′34″W |
| Tower Hill               | A grey, many-windowed castle with flags flying from its turrets in the background, several people walking in the foreground, and a bright sky above | 25 settembre 1882 | Collega alla linea District. | 51°30′36″N 0°04′34″W |
| Monument                 | An entrance in a larger building under a sign reading "MONUMENT STATION" reveals banisters leading down. A woman is walking out of the entrance | 6 ottobre 1884    | Aperta col nome di Eastcheap, rinominata The Monument nel 1884. Collegata con scale mobili alla stazione di Bank, offrendo così collegamenti con le linee Central, Northern, Waterloo & City e DLR.                                                                            | 51°30′47″N 0°05′17″W |
| Cannon Street            | A building with four people walking in front of it, one man in a white shirt sitting in front of it, and one white vehicle driving in front of it | 6 ottobre 1884    | Collega alla stazione ferroviaria di Cannon Street. | 51°30′37″N 0°05′27″W |
| Mansion House            | A beige-bricked building with a rectangular, dark blue sign reading "MANSION HOUSE STATION" in white letters and a yellow sign reading "OFFICES TO LET" | 3 luglio 1871     | | 51°30′44″N 0°05′39″W |
| Blackfriars              | A glass structure with gray slats on higher floor; an entrance leads under a canopy with a sign reading "BLACKFRIARS STATION" into a large internal space seen through the glass, People are walking into the entrance and coming up steps from an underpass. | 30 maggio 1870    | Collega alla stazione ferroviaria di Blackfriars e ai collegamenti di Thameslink. | 51°30′42″N 0°06′11″W |
| Temple                   | A grey building with a rectangular, white sign on a rounded corner reading "TEMPLE STATION" in black letters all under a blue sky | 30 maggio 1870    | Aperta col nome di The Temple. | 51°30′40″N 0°06′52″W |
| Embankment               | A grey building with a blue sign reading "EMBANKMENT STATION" in white letters and people standing in the foreground all under a white sky | 30 maggio 1870    | Aperta col nome di Charing Cross, rinominata Charing Cross Embankment nel 1974 col nome attuale dal 1976. Collega alle linee Bakerloo e Northern e alla stazione ferroviaria di Charing Cross                                                                                  | 51°30′25″N 0°07′19″W |
| Westminster              | A large crowd of people walking on a grey sidewalk next to a black road where two vehicles are driving from the left to the right | 24 dicembre 1868  | Aperta col nome di Westminster Bridge, rinominata nel 1907. Collegata alla linea Jubilee | 51°30′04″N 0°07′30″W |
| St James's Park          | | 24 dicembre 1868  | | 51°29′58″N 0°08′04″W |
| Victoria                 | A grey building with three rectangular, white signs reading "London Victoria Station" in black letters all under a clear, white sky | 24 dicembre 1868  | Collegata alla linea Victoria e alla stazione ferroviaria di Victoria. | 51°29′48″N 0°08′41″W |
| Sloane Square            | A modern looking building with marble coloured tiled wall at ground level with grey cladding above. A small concrete canopy is over the larger of two entrances with blue signs reading "SLOANE SQUARE STATION", people are entering and exiting through the larger entrance. | 24 dicembre 1868  | | 51°29′33″N 0°09′24″W |
| South Kensington         | A entrance behind a raised bed of green plant and under a blue sign reading "SOUTH KENSINGTON STATION" leads into an arcade of shops. Above the entrance there is a glass panel with white lettering reading "METROPOLITAN AND DISTRICT RAILWAYS" and "SOUTH KENSINGTON STATION". | 24 dicembre 1868  | Collegata alla linea Piccadilly | 51°29′39″N 0°10′26″W |
| Gloucester Road          | A beige-bricked building with a green sign reading "METROPOLITAN & DISTRICT RAILWAYS GLOUCESTER ROAD STATION" in white letters | 1º ottobre 1868   | Aperta col nome di Brompton (Gloucester Road), rinominata nel 1907. Collegata alle linee Piccadilly e District. | 51°29′41″N 0°10′59″W |
| High Street Kensington   | A white many-windowed building | 1º ottobre 1868   | Aperta col nome di Kensington (High Street), il nome è cambiato gradualmente dal 1880. | 51°30′03″N 0°11′33″W |
| Notting Hill Gate        | A railway station with side platforms either side of two tracks that disappear into darkness under a painted steel bridge like structure topped with a brick wall, covered by a partially glazed barrel roof. | 1º ottobre 1868   | Collegata alla linea Central. | 51°30′32″N 0°11′49″W |
| Bayswater                | A single storey pale brick building topped with stone railing. Above an entrance is a canopy, around which are rectanglar blue signs reading "BAYSWATER" and "BAYSWATER STATION". People are walking in the street. | 1º ottobre 1868   | Aperta col nome di Bayswater, rinominata Bayswater (Queen's Road) & Westbourne Grove nel 1923, Bayswater (Queen's Road) nel 1933 e Bayswater (Queensway) nel 1946, dopodiché il suffisso è gradualmente caduto in disuso.                                                      | 51°30′43″N 0°11′17″W |
| Paddington               | A pale two storey stone building, with gold coloured letters at the top reading "METROPOLITAN RAILWAY" and "PADDINGTON STATION", windows on the first floor. On the ground floor there are shops either side of an entrance with a canopy with rectanglar blue signs reading "PADDINGTON STATION". There are cars and a small truck in the road and people are walking on the pavement. | 1º ottobre 1868   | Aperta col nome di Paddington (Praed Street), rinominata nel 1948. Collega alle linee Bakerloo e Hammersmith & City e alla stazione ferroviaria di Paddington. | 51°30′56″N 0°10′32″W |

La linea continua fino a Edgware Road, dove il treno termina la corsa per poi cambiare direzione e ripartire verso Hammersmith.

## Nella cultura popolare
Il compositore Robert Steadman scrisse un brano sperimentale, chiamato Mind the Gap, per violoncello e orchestra, che simula un viaggio sull'intera linea e si apre e chiude con la voce di un uomo che grida Mind the Gap. Circle Line Pub Crawl, allude alla sfida di compiere il circolo scendendo in ognuna delle fermate della linea per bere mezza pinta in un pub nelle vicinanze della stazione .